# Trachyandra paniculata
Trachyandra paniculata är en grästrädsväxtart som beskrevs av Anna Amelia Obermeyer. Trachyandra paniculata ingår i släktet Trachyandra och familjen grästrädsväxter. Inga underarter finns listade i Catalogue of Life.